# Шугар-Нотч (Пенсільванія)
Шугар-Нотч (англ. Sugar Notch) — місто (англ. borough) в США, в окрузі Лузерн штату Пенсільванія. Населення — 1001 особа (2020).

## Географія
Шугар-Нотч розташований за координатами 41°11′37″ пн. ш. 75°55′53″ зх. д. / 41.19361° пн. ш. 75.93139° зх. д. (41.193540, -75.931341).  За даними Бюро перепису населення США в 2010 році місто мало площу 2,80 км², уся площа — суходіл.

## Демографія
Згідно з переписом 2010 року, у селищі мешкало 989 осіб у 409 домогосподарствах у складі 268 родин. Густота населення становила 353 особи/км².  Було 458 помешкань (164/км²).
Расовий склад населення:
| - 98,0 % — білих - 0,3 % — чорних або афроамериканців - 0,2 % — корінних американців - 0,1 % — азіатів - 1,0 % — осіб інших рас |

До двох чи більше рас належало 0,4 %. Частка іспаномовних становила 2,1 % від усіх жителів.
За віковим діапазоном населення розподілялося таким чином: 19,3 % — особи молодші 18 років, 64,9 % — особи у віці 18—64 років, 15,8 % — особи у віці 65 років та старші. Медіана віку мешканця становила 40,7 року. На 100 осіб жіночої статі у селищі припадало 106,0 чоловіків;  на 100 жінок у віці від 18 років та старших — 99,5 чоловіків також старших 18 років.
Середній дохід на одне домашнє господарство  становив 54 132 долари США (медіана — 42 132), а середній дохід на одну сім'ю — 62 181 долар (медіана — 64 375). Медіана доходів становила 45 066 доларів для чоловіків та 37 386 доларів для жінок. За межею бідності перебувало 16,2 % осіб, у тому числі 24,4 % дітей у віці до 18 років та 10,6 % осіб у віці 65 років та старших.
Цивільне працевлаштоване населення становило 433 особи. Основні галузі зайнятості: освіта, охорона здоров'я та соціальна допомога — 25,6 %, роздрібна торгівля — 12,0 %, виробництво — 11,1 %.